# 欒樹圓尾蚜
欒樹圓尾蚜（学名：Periphyllus koelreuteriae）为毛蚜科多態毛蚜屬下的一个种。